# 安舟
安舟（英語：Joel Andreas），约翰·霍普金斯大学教授，他的研究兴趣包括当今中国的政治争论、社会不平等和社会变革。

## 生平
安舟的童年在底特律度过，他曾同父母参加反对越南战争的政治示威活动。他的父亲卡尔是汽车工人联合会的福利经理，母亲卡罗尔是密歇根妇女解放联盟的领导人。离婚后，她带着孩子们去了加利福尼亚州伯克利。
安舟在一家汽车工厂工作后又当过印刷工，然后进入伊利诺大学芝加哥分校，在加利福尼亚大学洛杉矶分校获得社会学博士学位。2003年起任教于约翰·霍普金斯大学。

## 著作
安舟出版的许多作品都是图画小说。第一本是《不可思议的洛基》（一本未经授权的洛克斐勒家族传记）。尽管安舟写这本书的时候还在上高中，但它销售近10万册。接下来是《Made with Pure Rocky Mountain Scab Labor》，旨在支持库尔斯酿造公司的工人罢工。他最新的图画小说是《沉迷战争：为什么美国不能摆脱军国主义》。
2009年出版《红色工程师的崛起》，2017年中译本出版。
2019年出版Disenfranchised: The Rise and Fall of Industrial Citizenship in China，2021年獲列文森圖書獎。